# 明豊エンタープライズ
株式会社明豊エンタープライズ（めいほうエンタープライズ）は、東京都目黒区に本社を置く不動産会社。東京23区を中心に100棟を超える、新築1棟投資用賃貸マンション「EL FARO（エルファーロ）」と新築1棟投資用賃貸アパート「MIJAS（ミハス）」を展開。

## 沿革
- 1968年9月 - 長栄不動産株式会社設立。
- 1977年11月 - 現社名に変更。
- 2003年1月 - 一級建築士事務所登録。
- 2003年2月 - 「サンフル高井戸プロセンチュリー」において、「強硬度コンクリート」・水回りの設備変更を容易にする「二重床」を採用し、「100年住宅」を目指した当社初の外断熱工法賃貸マンションに進出。
- 2003年3月 - 賃貸代理・仲介及びサブリースを主な業務とする関連会社の株式会社東京テナントセンター（現株式会社明豊プロパティーズ）を100％出資の子会社とする。
- 2003年7月 - 株式会社メイホーリアルエステートと株式会社東京テナントセンター（現株式会社明豊プロパティーズ）を合併し、賃貸代理・仲介及びサブリースを主な業務とする100％出資子会社の株式会社東京テナントセンターとする。
- 2004年6月 - 日本証券業協会に株式を店頭登録。
- 2004年12月 - 日本証券業協会への店頭登録を取消し、ジャスダック証券取引所に株式を上場。
- 2005年12月 - 外断熱分譲マンション第1号「サンフル池上シェルゼ」の竣工。
- 2006年5月 - 目黒シェルゼパビリオンオープン。
- 2006年6月 - 不動産分譲事業のうち共同分譲事業および不動産流動化を目的とした開発事業と不動産仲介事業を担う100％出資子会社として株式会社明豊コーポレーションを設立。
- 2006年10月 - 「シェルゼ木場公園」において東京都環境局マンション環境性能表示オール三ツ星（満点）取得。
- 2007年7月 - 学校法人早稲田大学との産学協同研究の開始。
- 2009年5月 - 株式会社明豊コーポレーションを吸収合併。
- 2014年2月 - 賃貸アパートメントブランド「MIJAS（ミハス）」第1号物件「MIJAS池上」竣工。
- 2015年10月 - 関西地区にて賃貸代理・仲介を主な業務とする、株式会社ハウスセゾンエンタープライズに出資し、子会社化。
- 2017年8月 - 不動産特定共同事業許可を取得。
- 2019年6月 - 新築1棟投資用賃貸住宅シリーズ「EL FALO（エルファーロ）」第1号物件「EL FARO練馬」竣工。
- 2020年9月 - 賃貸アパートメントブランド「MIJAS（ミハス）」第100号物件「ミハス池袋」竣工。
- 2022年8月 - 総合建設会社である株式会社協栄組を子会社とする。
- 2022年10月 - 建設会社である株式会社明豊エンジニアリングを100%出資の子会社として設立。

## テレビ番組
- 日経スペシャル ガイアの夜明け 100年マンションを目指せ～永住時代の開発戦争～（2006年11月7日、テレビ東京）[1] - 外断熱マンション事業を取材。